# Serie Mundial de 2014
La Serie Mundial de 2014 se disputó entre Kansas City Royals y San Francisco Giants del 21 al 29 de octubre. Ambos equipos clasificaron a la postemporada por medio del comodín otorgado en sus respectivas ligas, situación que ocurría por segunda vez en la historia de la serie. 
Los Giants se adjudicaron en siete juegos el octavo título de campeón de las Grandes Ligas en la historia de la franquicia, y el tercero en la ciudad de San Francisco como sede. Ganaron la Liga Nacional al superar a los St. Louis Cardinals por la Serie de Campeonato (4-1), tras ganar la Serie Divisional a los  Washington Nationals (3-1) y a los Pittsburgh Pirates por el juego de los comodines. De hecho, terminaron en el segundo puesto de la División Oeste con marca de 88-74. Arribaron a su tercera Serie Mundial en las últimas cinco temporadas, habiendo triunfado en esas dos presentaciones anteriores, y era la segunda ocasión que jugaban el «clásico de otoño» ante otro equipo que llegó como comodín, lo que sucedió en el 2002 ante Los Angeles Angels. 
Para los Royals era la tercera presentación en el clásico, y la primera desde 1985 cuando ganaron el título de campeón de las Grandes Ligas. Para esta temporada, se ubicaron en el segundo puesto de la División Central de la Liga Americana con marca de 89-73, apenas su segundo balance positivo de victorias y derrotas en los últimos diez años. En ruta a la Serie Mundial, derrotaron a los Oakland Athletics por el juego de comodines, y barrieron consecutivamente a Los Angeles Angels (3-0), y Baltimore Orioles (4-0) en la Serie Divisional y la Serie de Campeonato, respectivamente.

## Postemporada
|  | Comodín | Comodín              | Comodín             |                      |   | Serie Divisional     | Serie Divisional | Serie Divisional     |   |   | Campeonato de Liga | Campeonato de Liga | Campeonato de Liga |   |  | Serie Mundial | Serie Mundial | Serie Mundial |  |
|  |         |                      |                     |                      |   |                      |                  |                      |   |   |                    |                    |                    |   |  |               |               |               |  |
|  |         |                      |                     |                      |   |                      |                  |                      |   |   |                    |                    |                    |   |  |               |               |               |  |
|  |         |                      |                     |                      |   |                      |                  |                      |   |   |                    |                    |                    |   |  |               |               |               |  |
|  |         |                      |                     |                      |   |                      |                  |                      |   |   |                    |                    |                    |   |  |               |               |               |  |
|  |         |                      |                     |                      |   |                      |                  |                      |   |   |                    |                    |                    |   |  |               |               |               |  |
|  |         | 4                    | Kansas City Royals  | 3                    |   |                      |                  |                      |   |   |                    |                    |                    |   |  |               |               |               |  |
|  |         |                      |                     | 3                    |   |                      |                  |                      |   |   |                    |                    |                    |   |  |               |               |               |  |
|  |         |                      | 1                   | L.A. Angels          | 0 |                      |                  |                      |   |   |                    |                    |                    |   |  |               |               |               |  |
|  | 5       | Oakland Athletics    | 1                   | L.A. Angels          | 0 | 0                    |                  |                      |   |   |                    |                    |                    |   |  |               |               |               |  |
|  | 5       | Oakland Athletics    |                     |                      |   |                      |                  |                      |   |   |                    |                    |                    |   |  |               |               |               |  |
|  | 4       | Kansas City Royals   | 1                   |                      |   |                      |                  |                      |   |   |                    |                    |                    |   |  |               |               |               |  |
|  | 4       | Kansas City Royals   | 1                   |                      |   |                      |                  |                      |   | 4 | Kansas City Royals | 4                  |                    |   |  |               |               |               |  |
|  |         |                      |                     |                      |   |                      |                  |                      |   | 4 | Kansas City Royals | 4                  |                    |   |  |               |               |               |  |
|  |         |                      | 2                   | Baltimore Orioles    | 0 |                      |                  |                      |   |   |                    |                    |                    |   |  |               |               |               |  |
|  |         |                      | 2                   | Baltimore Orioles    | 0 |                      |                  |                      |   |   |                    |                    |                    |   |  |               |               |               |  |
|  |         |                      |                     |                      |   |                      |                  |                      |   |   |                    |                    |                    |   |  |               |               |               |  |
|  |         |                      |                     |                      |   |                      |                  |                      |   |   |                    |                    |                    |   |  |               |               |               |  |
|  |         | 3                    | Detroit Tigers      | 0                    |   |                      |                  |                      |   |   |                    |                    |                    |   |  |               |               |               |  |
|  |         |                      |                     | 0                    |   |                      |                  |                      |   |   |                    |                    |                    |   |  |               |               |               |  |
|  |         |                      | 2                   | Baltimore Orioles    | 3 |                      |                  |                      |   |   |                    |                    |                    |   |  |               |               |               |  |
|  |         |                      | 2                   | Baltimore Orioles    | 3 |                      |                  |                      |   |   |                    |                    |                    |   |  |               |               |               |  |
|  |         |                      |                     |                      |   |                      |                  |                      |   |   |                    |                    |                    |   |  |               |               |               |  |
|  |         |                      |                     |                      |   |                      |                  |                      |   |   |                    |                    |                    |   |  |               |               |               |  |
|  |         |                      |                     |                      |   |                      |                  |                      |   |   |                    |                    | Kansas City Royals | 3 |  |               |               |               |  |
|  |         |                      |                     |                      |   |                      |                  |                      |   |   |                    |                    |                    | 3 |  |               |               |               |  |
|  |         |                      |                     | San Francisco Giants | 4 |                      |                  |                      |   |   |                    |                    |                    |   |  |               |               |               |  |
|  |         |                      |                     | San Francisco Giants | 4 |                      |                  |                      |   |   |                    |                    |                    |   |  |               |               |               |  |
|  |         |                      |                     |                      |   |                      |                  |                      |   |   |                    |                    |                    |   |  |               |               |               |  |
|  |         |                      |                     |                      |   |                      |                  |                      |   |   |                    |                    |                    |   |  |               |               |               |  |
|  |         | 3                    | St. Louis Cardinals | 3                    |   |                      |                  |                      |   |   |                    |                    |                    |   |  |               |               |               |  |
|  |         |                      |                     | 3                    |   |                      |                  |                      |   |   |                    |                    |                    |   |  |               |               |               |  |
|  |         |                      | 2                   | Los Angeles Dodgers  | 2 |                      |                  |                      |   |   |                    |                    |                    |   |  |               |               |               |  |
|  |         |                      | 2                   | Los Angeles Dodgers  | 2 |                      |                  |                      |   |   |                    |                    |                    |   |  |               |               |               |  |
|  |         |                      |                     |                      |   |                      |                  |                      |   |   |                    |                    |                    |   |  |               |               |               |  |
|  |         |                      |                     |                      |   |                      |                  |                      |   |   |                    |                    |                    |   |  |               |               |               |  |
|  |         |                      |                     |                      |   |                      | 4                | San Francisco Giants | 4 |   |                    |                    |                    |   |  |               |               |               |  |
|  |         |                      |                     |                      |   |                      |                  |                      | 4 |   |                    |                    |                    |   |  |               |               |               |  |
|  |         |                      | 3                   | St. Louis Cardinals  | 1 |                      |                  |                      |   |   |                    |                    |                    |   |  |               |               |               |  |
|  | 5       | San Francisco Giants | 3                   | St. Louis Cardinals  | 1 | 1                    |                  |                      |   |   |                    |                    |                    |   |  |               |               |               |  |
|  | 5       | San Francisco Giants |                     |                      |   |                      |                  |                      |   |   |                    |                    |                    |   |  |               |               |               |  |
|  | 4       | Pittsburgh Pirates   | 0                   |                      |   |                      |                  |                      |   |   |                    |                    |                    |   |  |               |               |               |  |
|  | 4       | Pittsburgh Pirates   | 0                   |                      | 5 | San Francisco Giants | 3                |                      |   |   |                    |                    |                    |   |  |               |               |               |  |
|  |         |                      |                     |                      | 5 | San Francisco Giants | 3                |                      |   |   |                    |                    |                    |   |  |               |               |               |  |
|  |         |                      | 1                   | Washington Nationals | 1 |                      |                  |                      |   |   |                    |                    |                    |   |  |               |               |               |  |
|  |         |                      | 1                   | Washington Nationals | 1 |                      |                  |                      |   |   |                    |                    |                    |   |  |               |               |               |  |
|  |         |                      |                     |                      |   |                      |                  |                      |   |   |                    |                    |                    |   |  |               |               |               |  |
|  |         |                      |                     |                      |   |                      |                  |                      |   |   |                    |                    |                    |   |  |               |               |               |  |
|  |         |                      |                     |                      |   |                      |                  |                      |   |   |                    |                    |                    |   |  |               |               |               |  |
|  |         |                      |                     |                      |   |                      |                  |                      |   |   |                    |                    |                    |   |  |               |               |               |  |

|                                                              |
| Campeón de las Grandes Ligas San Francisco Giants 8.º título |

## Rosters
|    | Lanzadores         |                      |    |     |
| 11 | Jeremy Guthrie     | Estados Unidos       | 35 | D/D |
| 17 | Wade Davis         | Estados Unidos       | 29 | D/D |
| 27 | Brandon Finnegan   | Estados Unidos       | 21 | I/I |
| 30 | Yordano Ventura    | República Dominicana | 23 | D/D |
| 33 | James Shields      | Estados Unidos       | 32 | D/D |
| 40 | Kelvin Herrera     | República Dominicana | 24 | D/D |
| 41 | Danny Duffi        | Estados Unidos       | 25 | I/I |
| 51 | Jason Vargas       | Estados Unidos       | 31 | I/I |
| 54 | Jason Frasor       | Estados Unidos       | 37 | D/D |
| 55 | Tim Collins        | Estados Unidos       | 25 | I/I |
| 56 | Greg Holland       | Estados Unidos       | 28 | D/D |
|    | Receptores         |                      |    |     |
| 13 | Salvador Pérez     | Venezuela            | 24 | D/D |
| 19 | Erik Kratz         | Estados Unidos       | 34 | D/D |
|    | Infielders         |                      |    |     |
| 2  | Alcides Escobar    | Venezuela            | 27 | D/D |
| 8  | Mike Moustakas     | Estados Unidos       | 26 | I/D |
| 14 | Omar Infante       | Venezuela            | 32 | D/D |
| 24 | Christian Colón    | Puerto Rico          | 25 | D/D |
| 35 | Eric Hosmer        | Estados Unidos       | 24 | I/I |
|    | Outfielders        |                      |    |     |
| 0  | Terrance Gore      | Estados Unidos       | 23 | I/D |
| 1  | Jarrod Dyson       | Estados Unidos       | 30 | I/D |
| 4  | Alex Gordon        | Estados Unidos       | 32 | I/D |
| 6  | Lorenzo Cain       | Estados Unidos       | 28 | D/D |
| 7  | Josh Willingham    | Estados Unidos       | 35 | D/D |
| 23 | Nori Aoki          | Japón                | 32 |     |
|    | Bateador designado |                      |    |     |
| 16 | Billy Butler       | Estados Unidos       | 28 | D/D |
|    | Mánager            |                      |    |     |
|    | Ned Yost           |                      |    |     |

|    | Lanzadores        |                      |    |     |
| 17 | Tim Hudson        | Estados Unidos       | 39 | D/D |
| 22 | Jake Peavy        | Estados Unidos       | 33 | D/D |
| 32 | Ryan Vogelsong    | Estados Unidos       | 37 | D/D |
| 40 | Madison Bumgarner | Estados Unidos       | 25 | D/L |
| 41 | Jeremy Affeldt    | Estados Unidos       | 35 | I/I |
| 46 | Santiago Casilla  | República Dominicana | 34 | D/D |
| 49 | Javier López      | Puerto Rico          | 37 | I/I |
| 52 | Yusmeiro Petit    | Venezuela            | 29 | D/D |
| 54 | Sergio Romo       | Estados Unidos       | 31 | D/D |
| 55 | Tim Lincecum      | Estados Unidos       | 30 | I/D |
| 60 | Hunter Strickland | Estados Unidos       | 30 | D/D |
| 63 | Jean Machi        | Venezuela            | 32 | D/D |
|    | Receptores        |                      |    |     |
| 28 | Buster Posey      | Estados Unidos       | 27 | D/D |
| 34 | Andrew Susac      | Estados Unidos       | 24 | D/D |
|    | Infielders        |                      |    |     |
| 9  | Brandon Belt      | Estados Unidos       | 26 | I/I |
| 12 | Joe Panic         | Estados Unidos       | 23 | D/D |
| 13 | Joaquín Arias     | República Dominicana | 30 | D/D |
| 35 | Brandon Crawford  | Estados Unidos       | 27 | I/D |
| 48 | Pablo Sandoval    | Venezuela            | 28 | A/D |
| 50 | Matt Duffy        | Estados Unidos       | 23 | D/D |
|    | Outfielders       |                      |    |     |
| 2  | Juan Pérez        | República Dominicana | 27 | D/D |
| 7  | Gregor Blanco     | Venezuela            | 30 | I/I |
| 8  | Hunter Pence      | Estados Unidos       | 31 | D/D |
| 38 | Michael Morse     | Estados Unidos       | 32 | D/D |
| 45 | Travis Ishikawa   | Estados Unidos       | 31 | I/I |
|    | Mánager           |                      |    |     |
|    | Bruce Bochy       |                      |    |     |

## Desarrollo
Nota: Entre paréntesis se indica la estadística del lanzador abridor y la jugada que llevó al pelotero a tomar una de las bases.

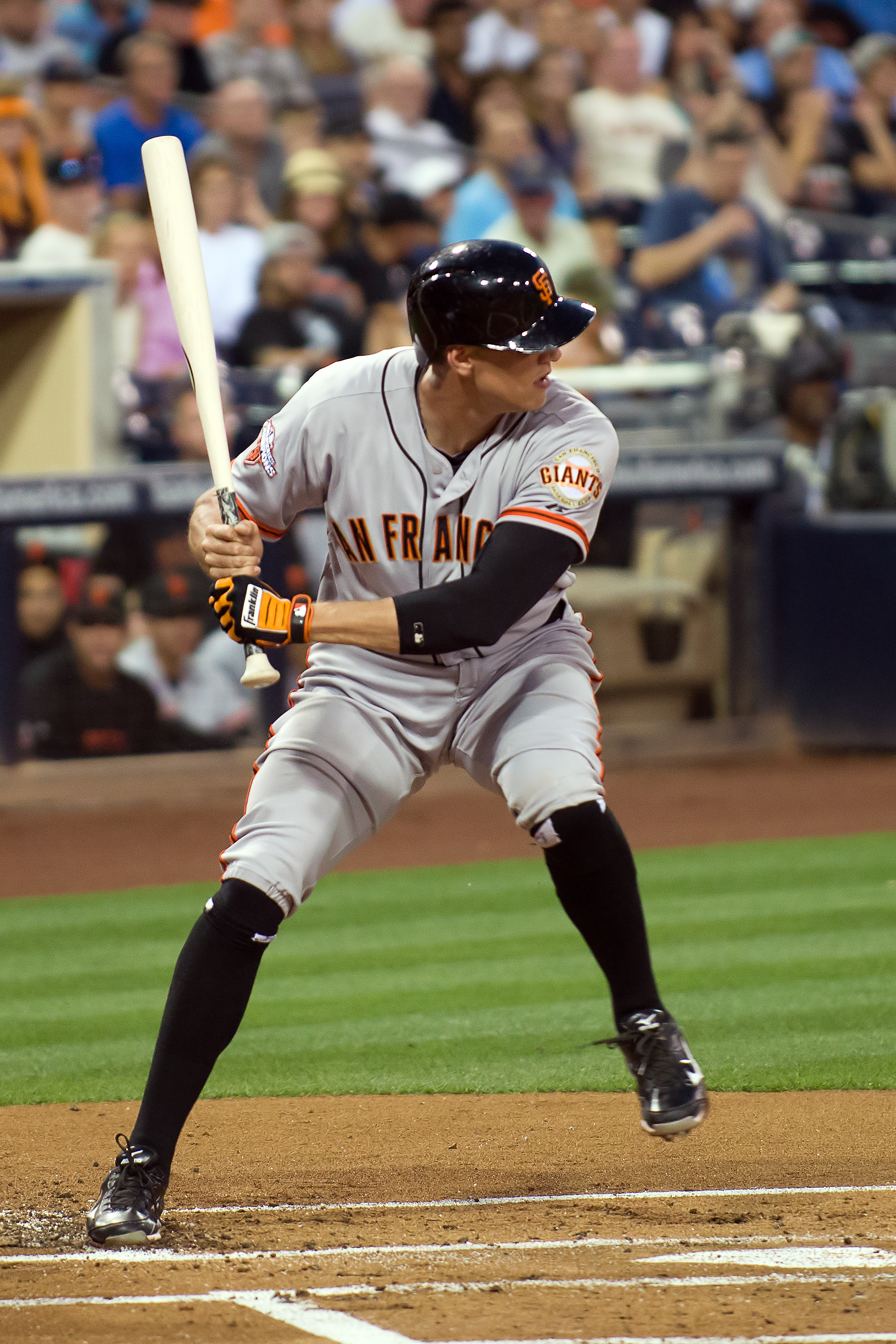
Hunter Pence.

### Juego 1
| Equipo | 1 | 2 | 3 | 4 | 5 | 6 | 7 | 8 | 9 | C | H  | E |
| ------ | - | - | - | - | - | - | - | - | - | - | -- | - |
| Giants | 3 | 0 | 0 | 2 | 0 | 0 | 2 | 0 | 0 | 7 | 10 | 1 |
| Royals | 0 | 0 | 0 | 0 | 0 | 0 | 1 | 0 | 0 | 1 | 4  | 1 |

LG: Madison Bumgarner (1-0)  LP: James Shields (0-1)  
HRs:  SFG – Hunter Pence (1)  KCR – Salvador Pérez (1)

Umpires:  HP: Jerry Meals. 1B: Eric Cooper. 2B: Jim Reynolds. 3B: Ted Barrett. LF: Hunter Wendelstedt. RF: Jeff Kellogg. 

Asistencia: 40 459 espectadores. 

Duración: 3 h 32 m

| Inning | Anotaciones |
| ------ | --- |
| 1      | Turno de San Francisco: Pablo Sandoval con doblete impulsó a Gregor Blanco (sencillo) al home, 0-1; Hunter Pence conectó cuadrangular con Sandoval en base, 0-3. |
| 4      | Turno de San Francisco: Michael Morse bateó hit sencillo, Hunter Pence (doble) anotó, 0-4; el lanzador abridor de Kansas City, James Shields (3.0 EL, 7 H, 5 CL, 1 BB, 1 P, 1 HR), fue relevado por Danny Duffi; Gregor Blanco obtuvo base por bolas con las bases llenas, Brandon Belt (base por bolas) al home, 0-5 |
| 7      | Turno de San Francisco: Joe Panic con triple impulsó a Gregor Blanco (base por bolas) al home, 0-6; Pablo Sandoval con sencillo se anotó carrera impulsada con Joe Panic en base, 0-7. Turno de Kansas City: Salvador Pérez bateó cuadrangular solitario, 1-7.                                                        |
| 8      | Turno de Kansas City: Javier López relevó al lanzador abridor de San Francisco, Madison Bumgarner (7.0 EL, 3 H, 1 CL, 1 BB, 5 P, 1 HR). |

Comentarios
Los Giants desbarataron la salida del lanzador abridor de Kansas City, James Shields, con tres carreras en la primera entrada, entre ellas un cuadrangular de Hunter Pence, quien aportó, junto a Pablo Sandoval, dos carreras impulsadas en el juego. Para la séptima entrada, el marcador se encontraba 0-7 a favor de la visita, hasta que Salvador Pérez por los locales, bateó home run con las bases limpias al lanzador abridor de San Francisco, Madison Bumgarner, quien limitó a los Royals a cuatro hits, cortando una racha de 33 1/3 de entradas sin recibir carreras como visitante en postemporada, pero manteniendo su invicto en el clásico de otoño.

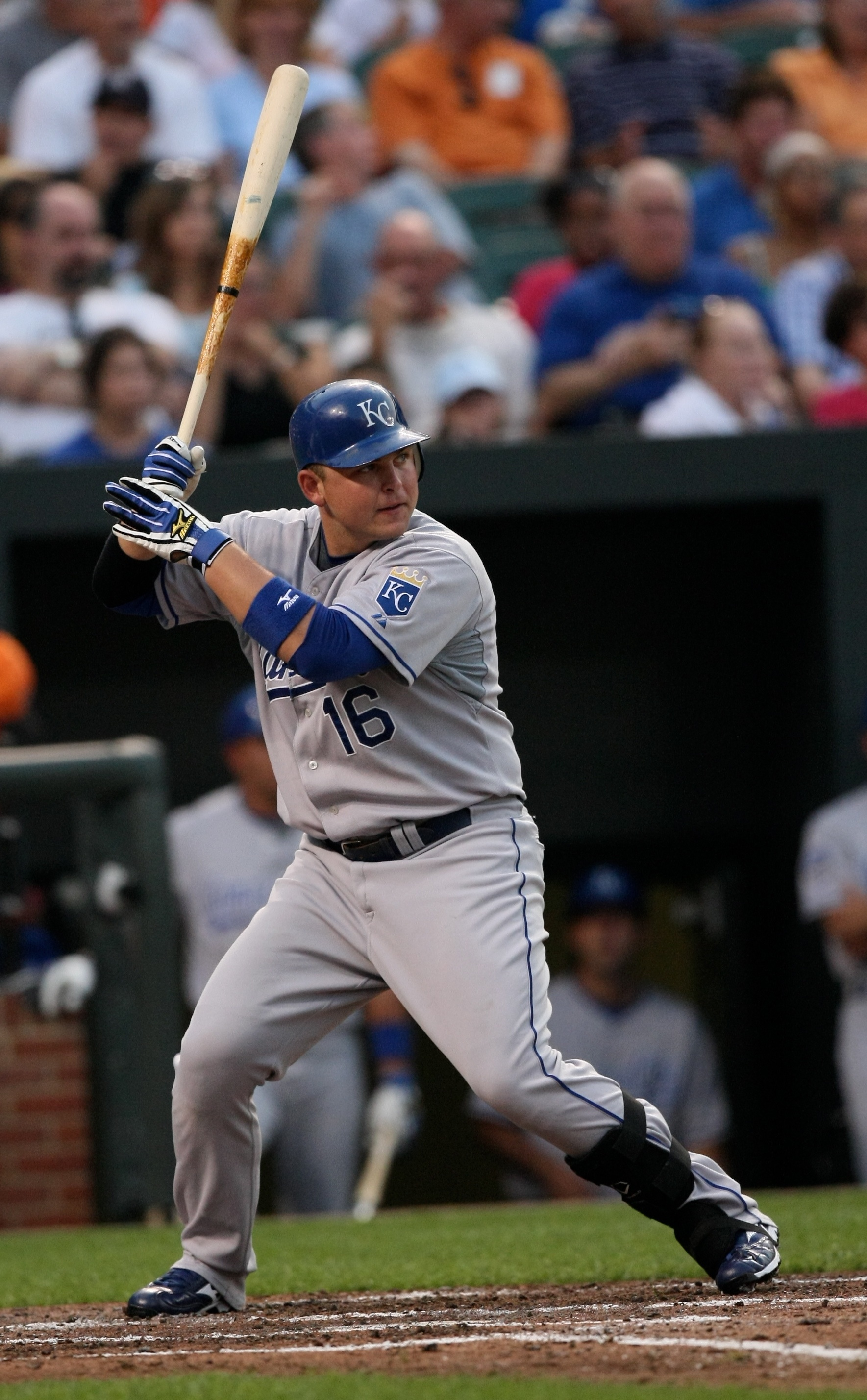
Billy Butler.

### Juego 2
| Equipo | 1 | 2 | 3 | 4 | 5 | 6 | 7 | 8 | 9 | C | H  | E |
| ------ | - | - | - | - | - | - | - | - | - | - | -- | - |
| Giants | 1 | 0 | 0 | 1 | 0 | 0 | 0 | 0 | 0 | 2 | 9  | 0 |
| Royals | 1 | 1 | 0 | 0 | 0 | 5 | 0 | 0 | x | 7 | 10 | 0 |

LG: Kelvin Herrera (1-0)  LP: Jake Peavy (0-1)  
HRs:  SFG – Gregor Blanco (1)  KCR – Omar Infante (1)

Umpires: HP: Eric Cooper. 1B: Jim Reynolds. 2B: Ted Barrett. 3B: Hunter Wendelstedt. LF: Jeff Kellogg. RF: Jerry Meals. 

Asistencia: 40 446 espectadores. 

Duración: 3 h 25 m

| Inning | Anotaciones |
| ------ | --- |
| 1      | Turno de San Francisco: Gregor Blanco bateó cuadrangular con las bases limpias, 0-1. Turno de Kansas City: Billy Butler con batazo sencillo llevó a Lorenzo Caín (doble) al home, 1-1. |
| 2      | Turno de Kansas City: Alcides Escobar con batazo doble impulsó a Omar Infante (doble), 2-1. |
| 4      | Turno de San Francisco: Brandon Belt con batazo doble empujó a Pablo Sandoval (doble), 2-2. |
| 6      | Turno de San Francisco: Kelvin Herrera relevó al lanzador abridor de Kansas City, Yordano Ventura (5.1 EL, 8 H, 2 CL, 0 BB, 2 P, 1 HR). Turno de Kansas City: Jean Machi relevó al lanzador abridor de San Francisco, Jake Peavy (5.0 EL, 6 H, 4 CL, 2 BB, 1 P, 0 HR); Billy Butler con sencillo impulsó a Lorenzo Caín (sencillo), 3-2; Salvador Pérez con batazo doble impulsó a Eric Hosmer (base por bolas) y Terrance Gore (corredor emergente), 5-2; Omar Infante con batazo de cuatro esquinas impulsó además a Salvador Pérez, 7-2. |

Comentarios
Los bates de Kansas City respondieron oportunamente en este juego para nivelar la serie. Fue en la quinta entrada cuando los locales anotaron las cinco carreras decisivas para distanciarse de los Giants con los que se encontraban empatados a dos carreras desde la cuarta entrada. De hecho, fueron los Giants con Gregor Blanco los que se pusieron al frente justo en el primer turno del encuentro con cuadrangular con las bases limpias. Billy Butler, Salvador Pérez y Omar Infante aportaron dos carreras impulsadas cada uno, mientras que los relevistas Kelvin Herrera, Wade Davis y Greg Holland sellaron el triunfo para Kansas City impidiendo cualquier reacción de los visitantes.

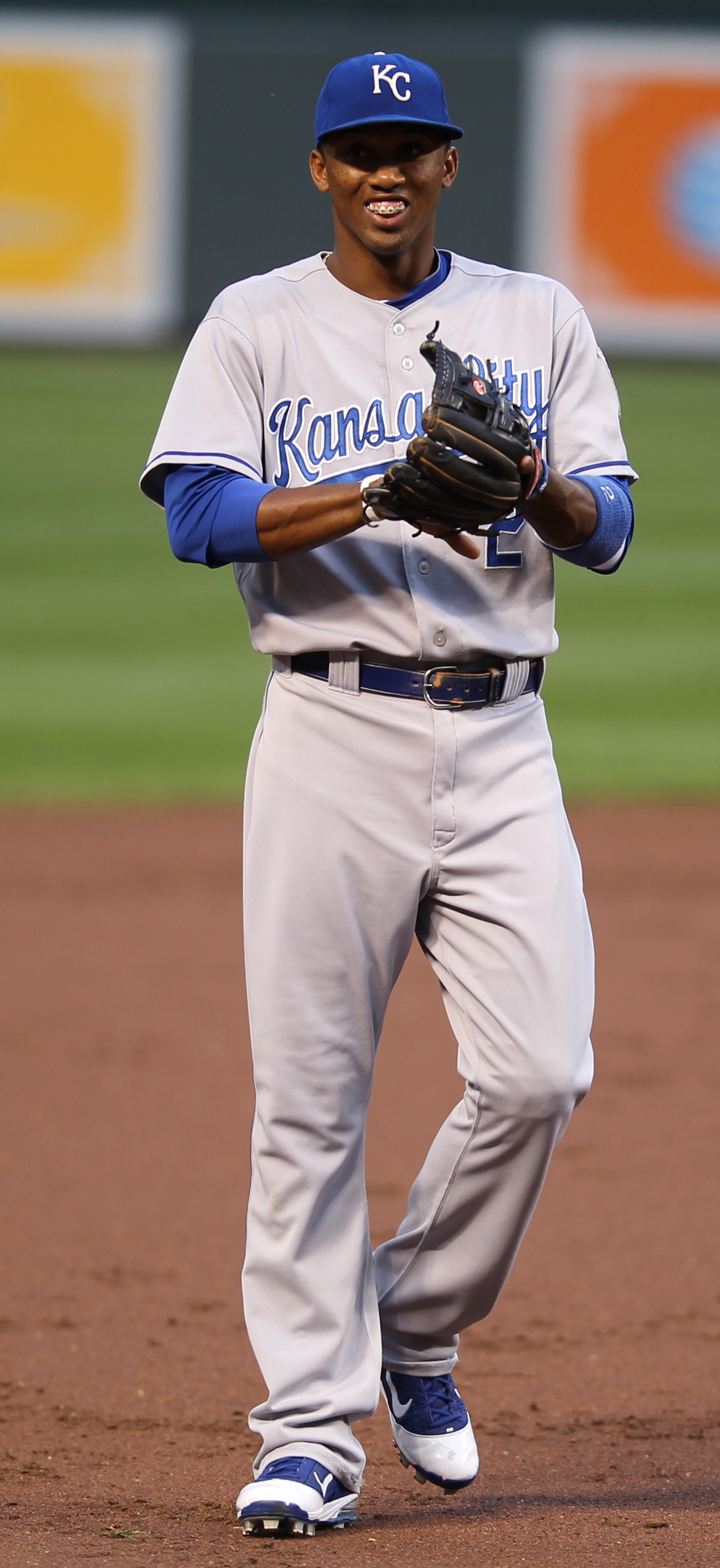
Alcides Escobar.

### Juego 3
| Equipo | 1 | 2 | 3 | 4 | 5 | 6 | 7 | 8 | 9 | C | H | E |
| ------ | - | - | - | - | - | - | - | - | - | - | - | - |
| Royals | 1 | 0 | 0 | 0 | 0 | 2 | 0 | 0 | 0 | 3 | 6 | 0 |
| Giants | 0 | 0 | 0 | 0 | 0 | 2 | 0 | 0 | 0 | 2 | 4 | 0 |

LG: Jeremy Guthrie (1-0)  LP: Tim Hudson (0-1)  SV: Greg Holland (1)  

Umpires: HP: Jim Reynolds. 1B: Ted Barrett. 2B: Hunter Wendelstedt. 3B: Jeff Kellogg. LF: Jeff Nelson. RF: Eric Cooper. 

Asistencia: 43 020 espectadores.  

Duración: 3 h 15 m

| Inning | Anotaciones |
| ------ | --- |
| 1      | Turno de Kansas City: Lorenzo Cain con roletazo fallido al campocorto impulsó a Alcides Escobar (doble), 0-1. |
| 6      | Turno de Kansas City: Alex Gordon con batazo de dos bases llevó a Alcides Escobar (sencillo) al plato, 0-2; Javier López relevó al lanzador abridor de San Francisco, Tim Hudson (5.2 EL, 4 H, 3 CL, 1 BB, 2 P, 0 HR); Eric Hosmer con batazo sencillo empujó a Gordon, 0-3. Turno de San Francisco: Michael Morse con batazo de dos bases empujó a Brandon Crawford (sencillo), 1-3; Kelvin Herrera relevó al lanzador abridor de Kansas City, Jeremy Guthrie (5.0 EL, 4 H, 2 CL, 0 BB, 0 P, 0 HR); Buster Posey con batazo fallido al campocorto empujó a Gregor Blanco (base por bolas), 2-3. |
| 9      | Turno de San Francisco: El lanzador de Kansas City, Greg Holland, salvó el juego. |

Comentarios
El veterano Tim Hudson de 39 años, hasta entonces el segundo lanzador de mayor edad en participar en una Serie Mundial, fue recibido en el primer turno de los Royals con un batazo de dos bases de Alcides Escobar quien anotó posteriormente impulsado por Lorenzo Cain para abrir el marcador. La diferencia a favor para la visita se amplió en el sexto episodio, donde fue clave el largo turno de Eric Hosmer quien se anotó la tercera carrera impulsada para su equipo ante el lanzador relevista de San Francisco, Javier López. Por su parte, el abridor de Kansas City, Jeremy Guthrie, cedió una carrera en la sexta entrada, antes de dejar la lomita a Kelvin Herrera, quien cedió otra más, pero de allí en adelante el efectivo relevo de los visitantes, —tomado por Brandon Finnegan, Wade Davis y Greg Holland — volvió a imponerse a la ofensiva de los Giants para que los Royals se pusieran en ventaja en el clásico de otoño.

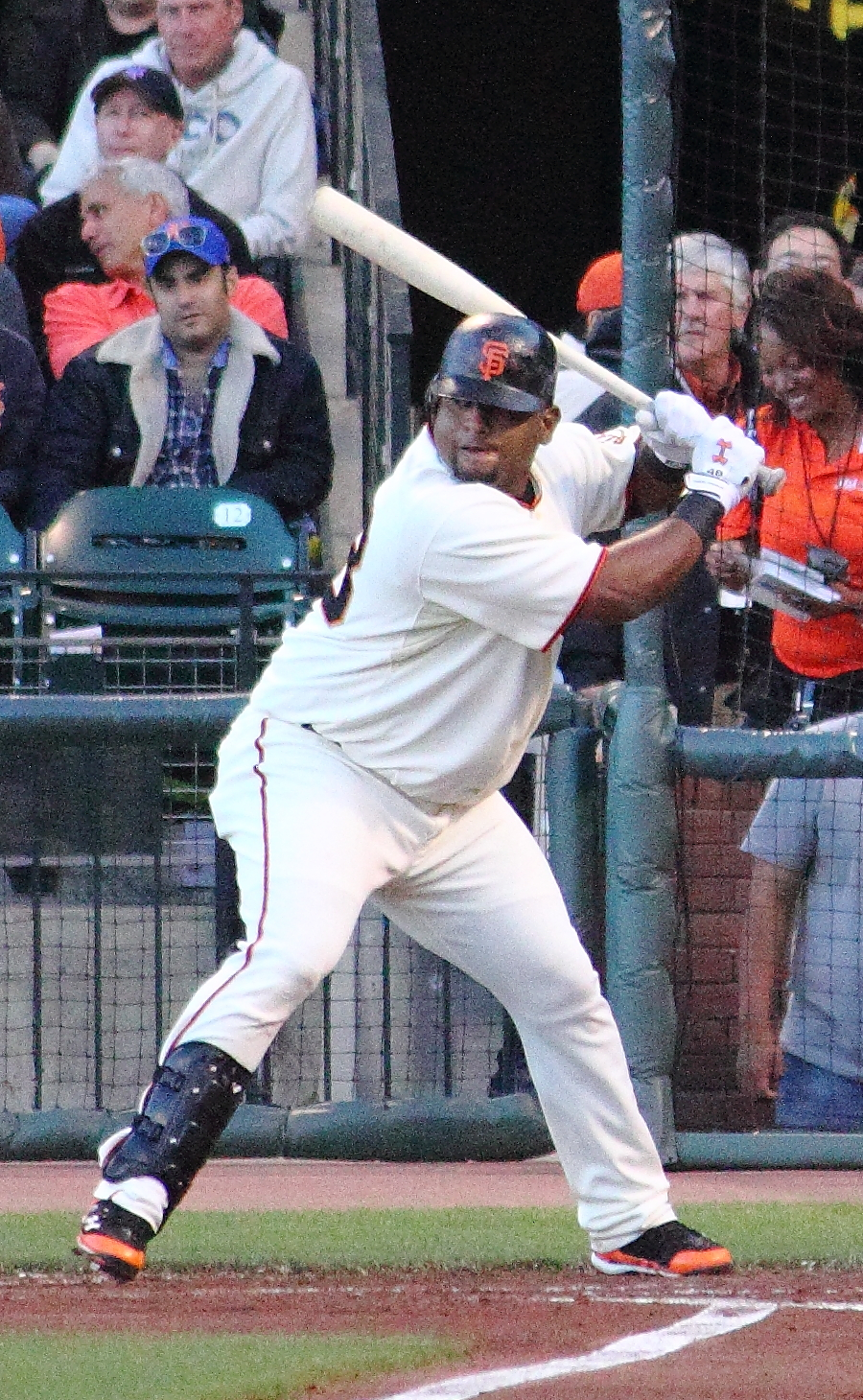
Pablo Sandoval.

### Juego 4
| Equipo | 1 | 2 | 3 | 4 | 5 | 6 | 7 | 8 | 9 | C  | H  | E |
| ------ | - | - | - | - | - | - | - | - | - | -- | -- | - |
| Royals | 0 | 0 | 4 | 0 | 0 | 0 | 0 | 0 | 0 | 4  | 12 | 1 |
| Giants | 1 | 0 | 1 | 0 | 2 | 3 | 4 | 0 | x | 11 | 16 | 0 |

LG: Yusmeiro Petit (1-0)  LP: Brandon Finnegan (0-1)  

Umpires: HP: Ted Barrett. 1B: Hunter Wendelstedt. 2B: Jeff Kellogg. 3B: Jeff Nelson. LF: Eric Cooper. RF: Jim Reynolds. 

Asistencia: 43 066 espectadores. 

Duración: 4 h

| Inning | Anotaciones |
| ------ | --- |
| 1      | Turno de San Francisco: Hunter Pence falló con jugada de selección, pero impulsó a Gregor Blanco (base por bolas), 1-0. |
| 3      | Turno de Kansas City: Eric Hosmer con batazo sencillo dentro del cuadro impulsó a Alex Gordon (jugada de selección), 1-1; Omar Infante con batazo sencillo impulsó a Lorenzo Cain (sencillo) y Eric Hosmer, 1-3; Salvador Pérez con batazo sencillo impulsó a Mike Moustakas (base por bolas), 1-4; Jean Machi relevó al lanzador abridor de San Francisco, Ryan Vogelsong (2.2 EL, 7 H, 4 CL, 1 BB, 2 P, 0 HR). Turno de San Francisco: Buster Posy impulsó a Matt Duffy (sencillo), 2-4. |
| 5      | Turno de San Francisco: Jason Frasor relevó al lanzador abridor de Kansas City, Jason Vargas (4.0 EL, 6 H, 3 CL, 2 BB, 3 P, 0 HR); Hunter Pence con batazo sencillo llevó a Joe Panic (doble) al home, 3-4; Juan Pérez con elevado de sacrificio impulsó a Pence, 4-4. |
| 6      | Turno de San Francisco: Pablo Sandoval con batazo sencillo impulsó a Gregor Blanco (sencillo) y Buster Posey (base por bolas), 6-4; Brandon Belt impulsó a Hunter Pence (jugada de selección), 7-4. |
| 7      | Turno de San Francisco: Gregor Blanco con toque de bola, impulsó a Brandon Crawford (sencillo), 8-4; Joe Panic con batazo de dos bases llevó a Michael Morse (base por bolas) y a Blanco al plato, 10-4; Hunter Pence con batazo de dos bases impulsó a Panic, 11-4. |

Comentarios
San Francisco logró adelantarse en el marcador con una jugada dentro del cuadro para anotar la primera carrera del encuentro, pero la visita hizo un rally en el tercer episodio a base de batazos sencillos para dejar las acciones 1-4 momentáneamente. Esa misma entrada los Giants acortaron la diferencia 2-4, y junto al arribo de Yusmeiro Petit, quien logró contener la ofensiva de los Royals por tres entradas y además se alzó con el triunfo, los locales empataron el marcador en el quinto inning también con batazos sencillos. La debacle de los Royals se inició en el sexto episodio, cuando los Giants se distanciaron 7-4 en el marcador ante el lanzador Brandon Finnegan y principalmente en la séptima entrada cuando la ofensiva de los locales se destapó con un racimo de cuatro carreras para dejar el definitivo marcador de 11-4. Todos los jugadores del roster titular de los Giants, a excepción del lanzador abridor Ryan Vogelsong, se anotaron al menos un hit, con Hunter Pence y Pablo Sandoval con tres y dos carreras impulsadas respectivamente. Serie empatada a dos victorias por bando.

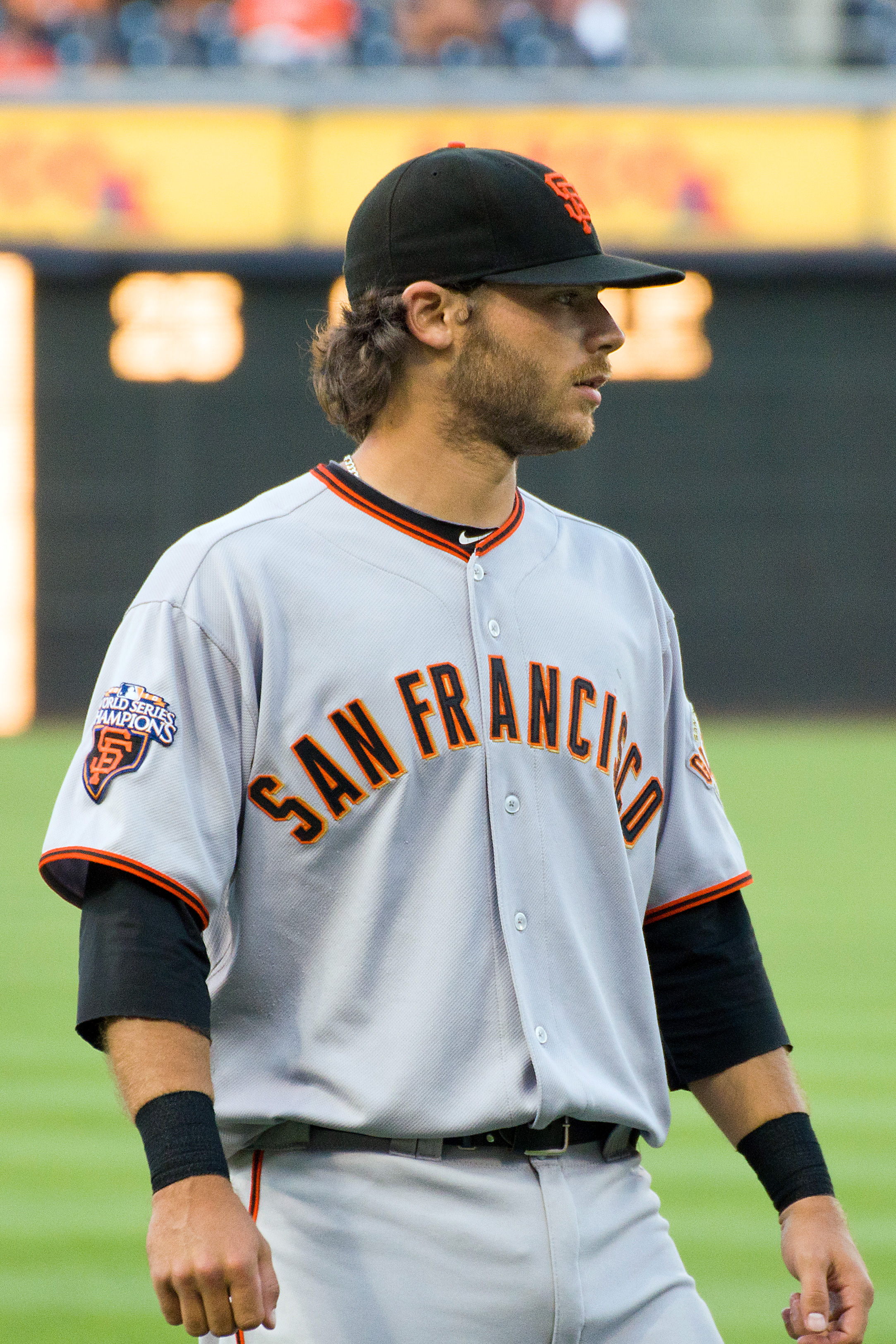
Brandon Crawford.

### Juego 5
| Equipo | 1 | 2 | 3 | 4 | 5 | 6 | 7 | 8 | 9 | C | H  | E |
| ------ | - | - | - | - | - | - | - | - | - | - | -- | - |
| Royals | 0 | 0 | 0 | 0 | 0 | 0 | 0 | 0 | 0 | 0 | 4  | 1 |
| Giants | 0 | 1 | 0 | 1 | 0 | 0 | 0 | 3 | x | 5 | 12 | 0 |

LG: Madison Bumgarner (2-0)  LP: James Shields (0-2)  

Umpires: HP: Hunter Wendelstedt. 1B: Jeff Kellogg. 2B: Jeff Nelson. 3B: Eric Cooper. LF: Jim Reynolds. RF: Ted Barrett.  

Asistencia: 43 087 espectadores.  

Duración: 3 h 9 m

| Inning | Anotaciones |
| ------ | --- |
| 2      | Turno de San Francisco: Brandon Crawford con batazo fallido en el cuadro impulsó a Hunter Pence (sencillo), 1-0.                                                                           |
| 4      | Turno de San Francisco: Brandon Crawford con sencillo llevó a Pablo Sandoval (sencillo) al home, 2-0.                                                                                      |
| 7      | Turno de San Francisco: Kelvin Herrera relevó al lanzador abridor de Kansas City, James Shields (6.0 EL, 8 H, 2 CL, 1 BB, 4 P, 0 HR).                                                      |
| 8      | Turno de San Francisco: Juan Pérez con batazo doble impulsó a Pablo Sandoval (sencillo) y Hunter Pence (sencillo), 4-0; Brandon Crawford con batazo sencillo empujó a Pérez al plato, 5-0. |
| 9      | Turno de Kansas City: El lanzador abridor de San Francisco, Madison Bumgarner, se anotó un juego completo (9.0 EL, 4 H, 0 CL, 0 BB, 8 P, 0 HR).                                            |

Comentarios
Madison Bumgarner realizó la faena completa y se adjudicó la blanqueada y el juego completo sobre los Royals, situación que no ocurría desde el juego cinco de la Serie Mundial de 2003 con Josh Beckett de los Marlins ante los Yankees. Además, mantuvo el invicto en juegos del clásico de otoño y se posicionó como el lanzador con el mejor promedio de carreras limpias permitidas en la historia con 0,29. Los Royals dejaron apenas cuatro hombres en base en el juego y también despacharon cuatro hits, mientras que los Giants batearon doce imparables con Brandon Crawford y Juan Pérez con tres y dos carreras impulsadas, respectivamente, para ponerse adelante 3-2 en el clásico y a un triunfo del título.

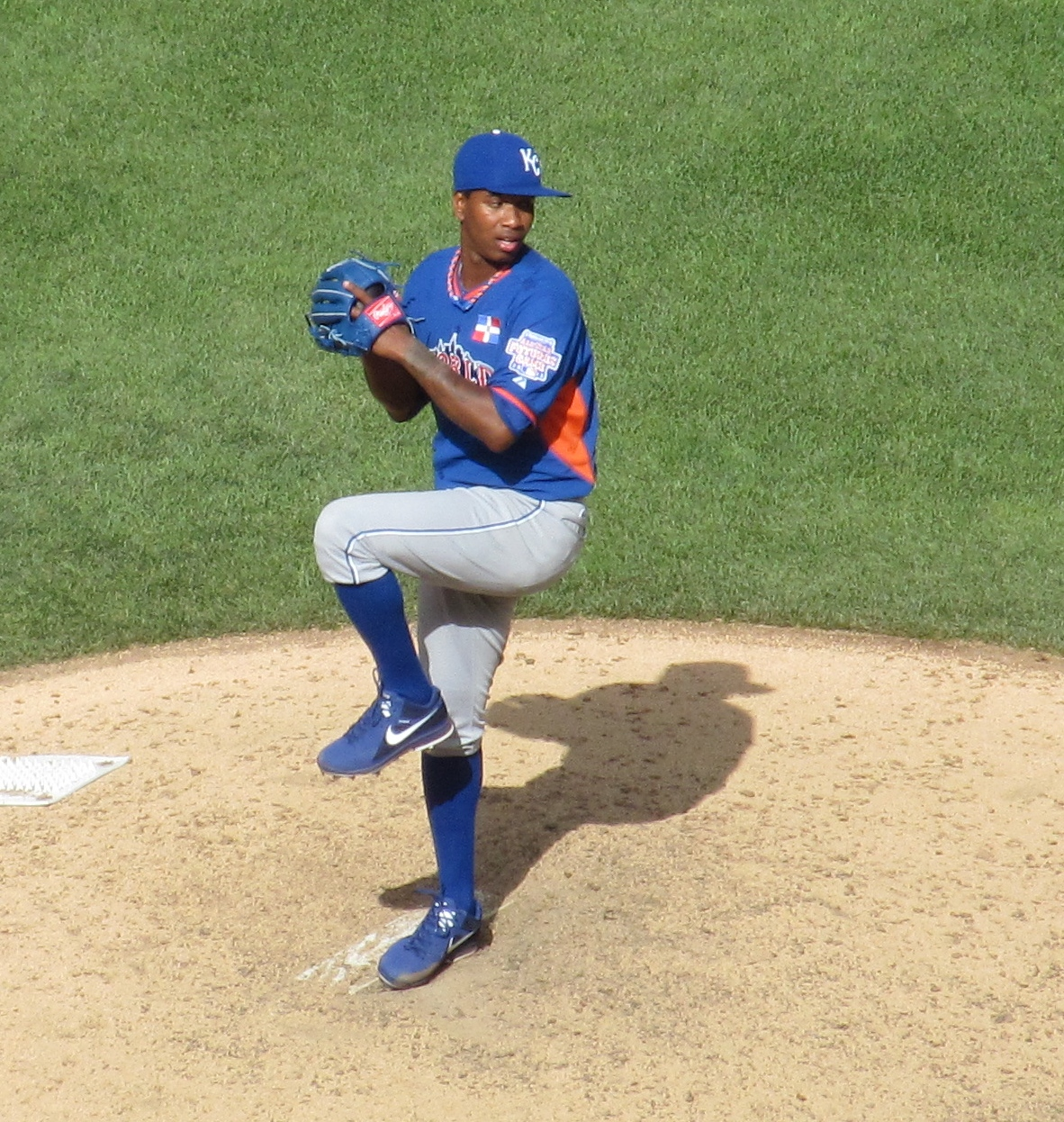
Yordano Ventura.

### Juego 6
| Equipo | 1 | 2 | 3 | 4 | 5 | 6 | 7 | 8 | 9 | C  | H  | E |
| ------ | - | - | - | - | - | - | - | - | - | -- | -- | - |
| Giants | 0 | 0 | 0 | 0 | 0 | 0 | 0 | 0 | 0 | 0  | 6  | 0 |
| Royals | 0 | 7 | 1 | 0 | 1 | 0 | 1 | 0 | x | 10 | 15 | 0 |

LG: Yordano Ventura (1-0)  LP: Jake Peavy (0-2)  
HRs:  KCR – Mike Moustakas (1)

Umpires: HP: Jeff Kellogg. 1B: Jeff Nelson. 2B: Eric Cooper. 3B: Jim Reynolds. LF: Ted Barrett. RF: Hunter Wendelstedt.  

Asistencia: 40 372 espectadores. 

Duración: 3 h 21 m

| Inning | Anotaciones |
| ------ | --- |
| 2      | Turno de Kansas City: Mike Moustakas bateó un doblete y empujó a Alex Gordon (sencillo), 1-0; Nori Aoki con sencillo impulsó a Salvador Pérez (sencillo), 2-0; Yusmeiro Petit relevó al lanzador abridor de San Francisco Jake Peavy (1.1 EL, 6 H, 5 CL, 1 BB, 2 P, 0 HR); Lorenzo Cain con batazo sencillo impulsó a Moustakas y Alcides Escobar (sencillo), 4-0; Eric Hosmer con batazo doble impulsó a Aoki y Cain al home, 6-0; Billy Butler con batazo de dos bases llevó a Hosmer al home, 7-0. |
| 3      | Turno de Kansas City: Lorenzo Cain con batazo por regla de dos bases empujó a Omar Infante (doble por regla) al plato, 8-0. |
| 5      | Turno de Kansas City: Alcides Escobar empujó al home a Omar Infante (sencillo), 9-0. |
| 7      | Turno de Kansas City: Mike Moustakas bateó cuadrangular con las bases limpias, 10-0. |
| 8      | Turno de San Francisco: Jason Frasor relevó al lanzador abridor de Kansas City, Yordano Ventura (7 EL, 3 H, 0 CL, 5 BB, 4 P, 0 HR). |

Comentarios
Los Royals respondieron a la derrota del quinto juego con otra blanqueada que terminó con el amplio marcador de 10-0, con lo que impidieron la coronación de San Francisco en su casa. Yordano Ventura  se agenció la victoria al lanzar siete entradas, siendo apoyado en el relevo por Jason Frasor y Tim Collins. Por el lado de la ofensiva, los de Kansas City apabullaron al lanzador abridor de San Francisco, Jake Peavy, con cinco carreras y siete hits en el segundo episodio, al que se agregaron dos anotaciones más ante Yusmeiro Petit. Los locales acumularon otras tres carreras en el resto del juego, incluido un cuadrangular de Mike Moustakas, apenas el segundo de la serie. Por su parte, Lorenzo Cain colaboró con tres carreras impulsadas para los Royals. En el lado de los Giants, los bateadores fueron limitados a cuatro imparables.

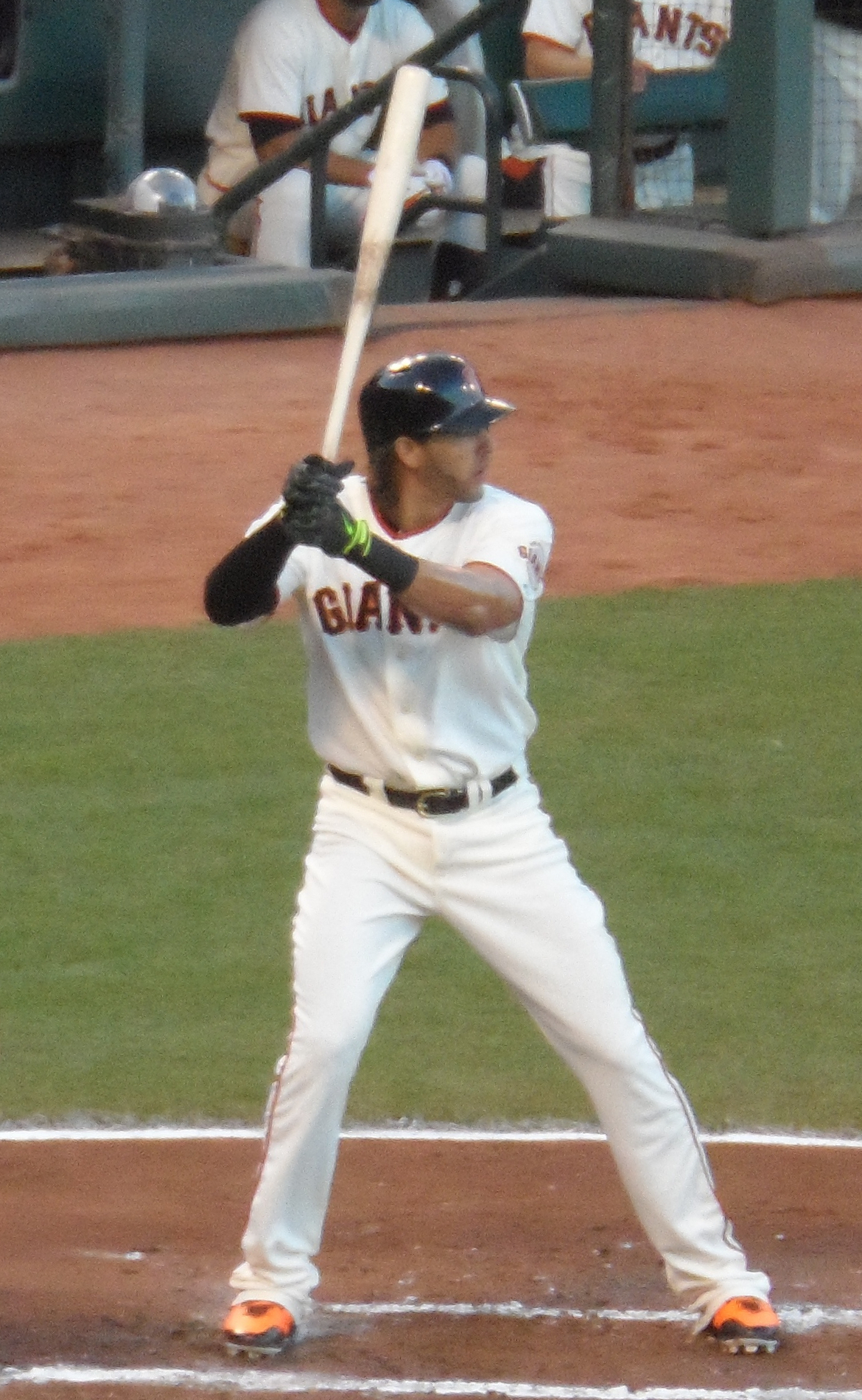
Michael Morse.

### Juego 7
| Equipo | 1 | 2 | 3 | 4 | 5 | 6 | 7 | 8 | 9 | C | H | E |
| ------ | - | - | - | - | - | - | - | - | - | - | - | - |
| Giants | 0 | 2 | 0 | 1 | 0 | 0 | 0 | 0 | 0 | 3 | 8 | 1 |
| Royals | 0 | 2 | 0 | 0 | 0 | 0 | 0 | 0 | 0 | 2 | 6 | 0 |

LG: Jeremy Affeldt (1-0)  LP: Jeremy Guthrie (1-1)  SV: Madison Bumgarner (1)  

Umpires: HP: Jeff Nelson. 1B: Eric Cooper. 2B: Jim Reynolds. 3B: Ted Barrett. LF: Hunter Wendelstedt. RF: Jeff Kellogg.

Asistencia: 40 535 espectadores.  

Duración: 3 h 10 m

| Inning | Anotaciones |
| ------ | --- |
| 2      | Turno de San Francisco: Michael Morse con elevado de sacrificio empujó a Pablo Sandoval (base por golpe), 0-1; Brandon Crawford empujó a Hunter Pence (sencillo), 0-2 Turno de Kansas City: Alex Gordon con batazo de dos bases impulsó a Billy Butler (sencillo), 1-2; Omar Infante con elevado de sacrificio empujó Gordon, 2-2; Jeremy Affeldt relevó al lanzador abridor de San Francisco Tim Hudson. |
| 4      | Turno de San Francisco: Kelvin Herrera relevó al lanzador abridor de Kansas City, Jeremy Guthrie; Michael Morse con batazo sencillo impulsó a Pablo Sandoval (sencillo), 2-3. |
| 9      | Turno de Kansas City: El lanzador Madison Bumgarner salvó el juego para San Francisco. |

Comentarios
El juego definitorio por el título de campeón de las Grandes Ligas, se inició con actividad ofensiva por parte de los dos equipos que anotaron dos carreras cada uno en el segundo episodio. Esto obligó a la sustitución de los abridores Tim Hudson de San Francisco en la segunda entrada; y Jeremy Guthrie por Kansas City en el cuarto episodio, cuando cedió dos batazos sencillos a los Giants, por lo que dejó a Kelvin Escobar la tarea de impedir carreras en contra. Sin embargo, Michael Morse bateó el sencillo que empujó la carrera ganadora para los visitantes. Pese a que faltaban mucho por jugar, los lanzadores de San Francisco Jeremy Affeldt, quien lanzó dos entradas y un tercio y a quien se le anotó el triunfo, y principalmente el estelar Madison Bumgarner que tiró las cinco entradas finales, contuvieron la ofensiva de los locales para agenciarse la victoria y el consecuente título de campeón. Por la ofensiva de San Francisco, Pablo Sandoval bateó de 3-3 y anotó dos de las carreras para su equipo, mientras Michael Morse se adjudicó la carrera impulsada ganadora. Para San Francisco era su tercer título de Serie Mundial en cinco años, algo que no había sucedido para un equipo de la Liga Nacional desde que los St. Louis Cardinals lo habían logrado entre 1942 y 1946.

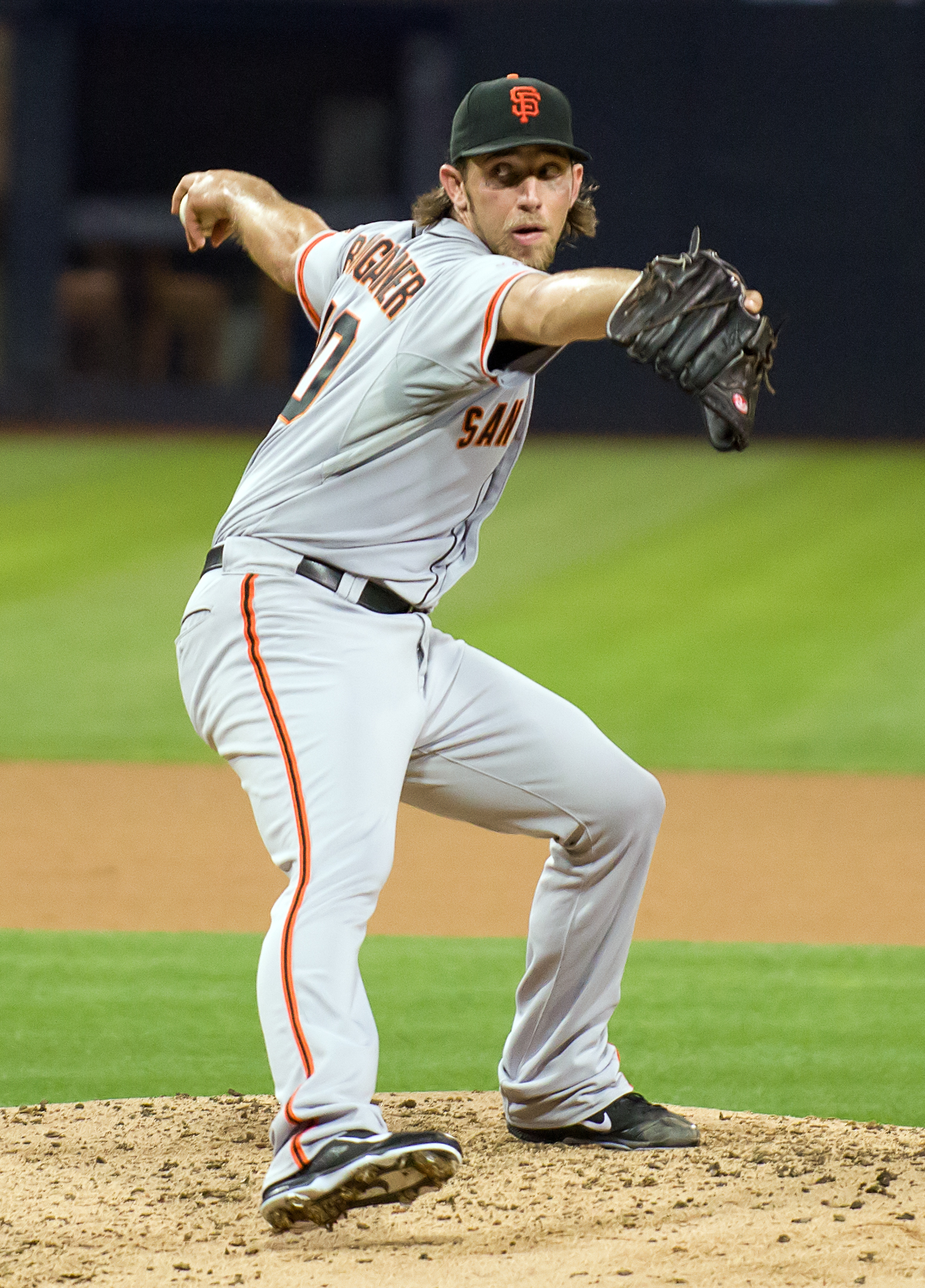
Madison Bumgarner.

## Jugador más valioso
El lanzador zurdo de San Francisco, Madison Bumgarner de 25 años de edad, fue elegido como el jugador más valioso de la serie. Sumó 21 episodios en los que permitió apenas una carrera, lo que le granjeó un porcentaje de carreras permitidas de 0,43. Aparte de sus dos triunfos, se adjudicó un juego salvado en el partido definitorio del «clásico de otoño» con cinco entradas sin recibir carreras, vital para que su equipo consiguiera el título de campeón de las Grandes Ligas. Estas estadísticas se suman a las otras dos presentaciones en series mundiales, que le posicionaban como el mejor en la historia en promedio de carreras limpias permitidas con 0,25.
| Jugador           | Equipo | G | P | ERA  | JI | SV | IL   | H | CL | BB | K  |
| Madison Bumgarner | SFG    | 2 | 0 | 0,43 | 2  | 1  | 21,0 | 9 | 1  | 1  | 17 |

Leyenda: G: Juegos ganados; P: juegos perdidos; ERA: Promedio de carreras limpias permitidas; JI: Juegos iniciados; SV: Juegos salvados; IL: Entradas lanzadas; CL: Carreras limpias permitidas; BB: Bases por bolas; K: Ponches.